# Porche rupestre

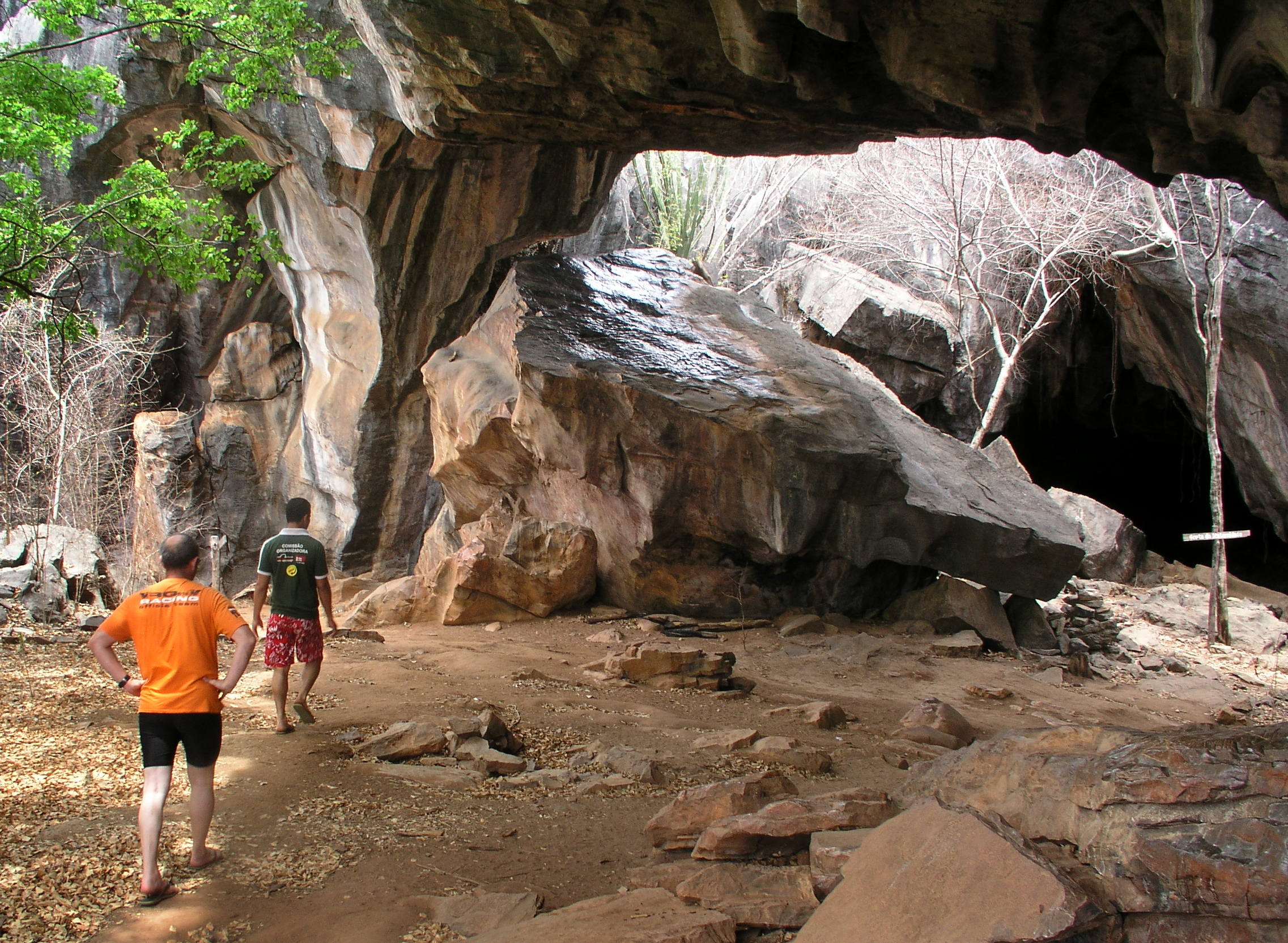
Porches et abris contenant des peintures rupestres préhispaniques, site des Pedras Brilhantes, Sitio do Rio Grande, Sao Desidério, Bahia, Brésil.

Un porche rupestre, ou porche naturel, peut-être un abri sous roche, un portique rocheux, ou encore l'entrée d'une grotte.
À l'origine, le mot "porche" est un terme architectural, issu du latin porticus. Ce mot est un doublet populaire de portique.

## Analogies et métaphores
Par analogie, les hommes ont emprunté au vocabulaire technique de l'architecture monumentale des mots pour désigner des formes naturelles aux géométries similaires. Ainsi, certaines grottes portent des appellations métaphoriques et sont appelées : salles, chambres, églises ou chapelles. Il en va de même pour le mot porche qui désigne généralement l'entrée d'une grotte dont les amples dimensions résultent souvent de la gélifraction ou encore de l'érosion éolienne.

## Porches et abris fréquentés de longue date
Les porches de certains abris-sous-roche peuvent être peu profonds et ne débouchent pas toujours sur des cavités aménageables ou bien commodes pour l'homme.
Toutefois, les plus grands porches s'ouvrent dans les calcaires et ont généralement une origine karstique. Il s'agit la plupart du temps de véritables grottes souvent occupées de longue date par des générations d'hommes. De ce fait, les porches rupestres peuvent receler des gravures, dessins ou peintures anciennes, comme c'est le cas dans de nombreuses régions du monde (art rupestre).  

## Quelques exemples
À titre d'exemple, on peut citer la grotte de Montgaudier avec son porche de 13 m de large et 10 m de haut où un sondage archéologique a livré les ossements d'une faune ancienne du Magdalénien, dont Ursus deningeri. Des fouilles entreprises au niveau du porche de  l’abris de Bruniquel ont permis de retrouver un propulseur sculpté dans un os, orné d'une figurine de cheval bondissant (Magdalénien) .